# Enicospilus stelulatus
Enicospilus stelulatus är en stekelart som beskrevs av Tang 1990. Enicospilus stelulatus ingår i släktet Enicospilus och familjen brokparasitsteklar. Inga underarter finns listade i Catalogue of Life.